# Касаока
Касаока (яп. 笠岡市 Касаока-си) — город в Японии, находящийся в префектуре Окаяма. Площадь города составляет 136,03 км², население — 51 528 человек (1 августа 2014), плотность населения — 378,80 чел./км².

## Географическое положение
Город расположен на острове Хонсю в префектуре Окаяма региона Тюгоку. С ним граничат города Ибара, Асакути, Фукуяма, Маругаме, Митоё и посёлки Сатосё, Якаге, Тадоцу.

## Население
Население города составляет 51 528 человек (1 августа 2014), а плотность — 378,80 чел./км². Изменение численности населения с 1980 по 2005 годы:
| 1980 | 61 917 чел. |  |
| 1985 | 60 598 чел. |  |
| 1990 | 59 619 чел. |  |
| 1995 | 60 478 чел. |  |
| 2000 | 59 300 чел. |  |
| 2005 | 57 272 чел. |  |

## Символика
Деревом города считается гинкго, цветком — хризантема.

## Города-побратимы
- Ода, Япония (1990)
- Мэрбилонга, Швеция (1999)
- Кота-Бару, Малайзия (1999)